# Svoboda (politická strana)

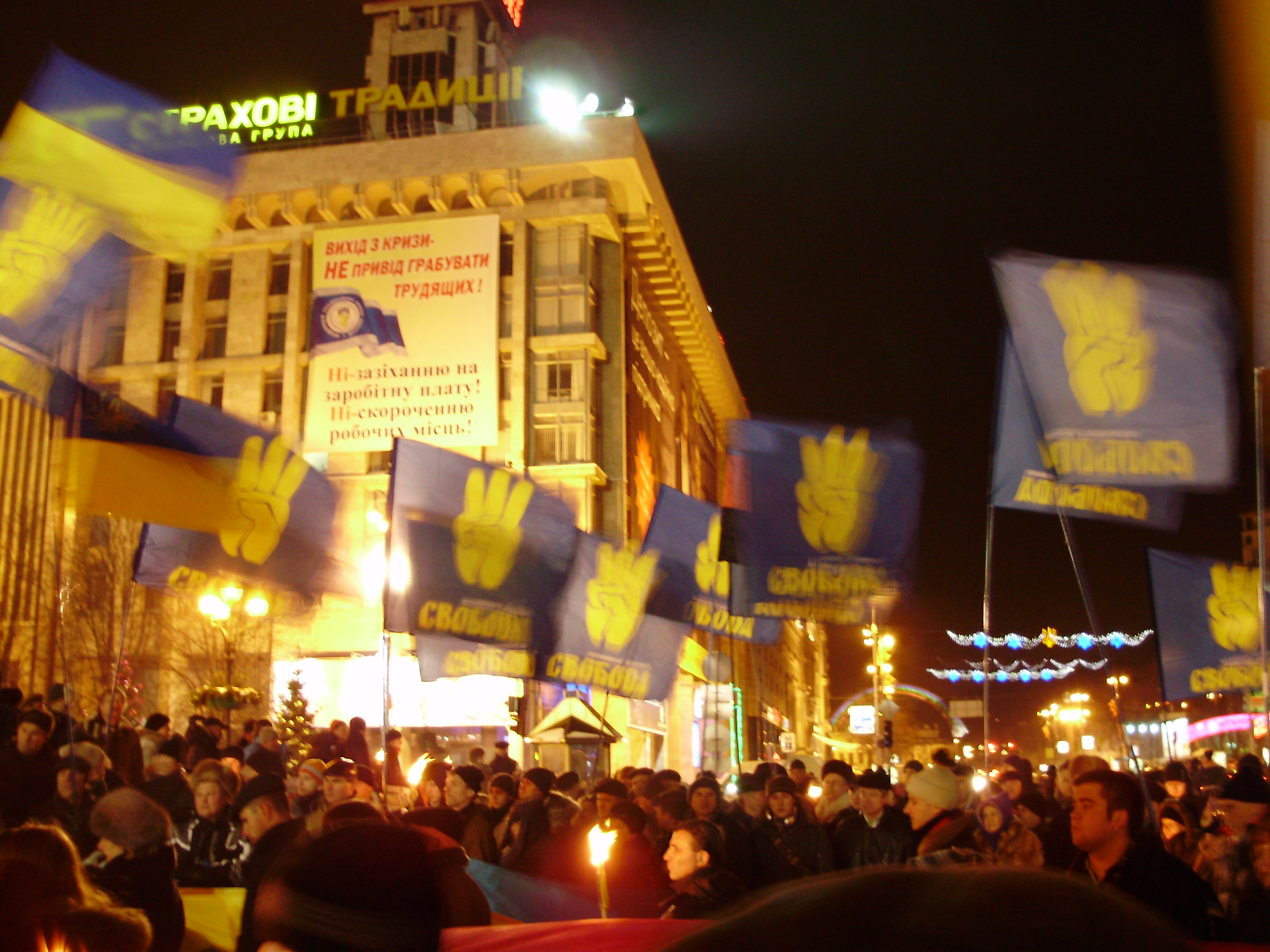
Manifestace Svobody v roce 2009

Svoboda (ukrajinsky Свобода), oficiálně Všeukrajinské sdružení „Svoboda“ (ukrajinsky Всеукраїнське об’єднання «Свобода») je ukrajinská nacionalistická politická strana. Vznikla v roce 1991 a jako strana byla registrována v roce 1995 pod názvem Sociálně-národní strana Ukrajiny. Svoboda vystupuje antikomunisticky a zasazuje se např. za odstranění soch V. I. Lenina z období totality.
Bývá označována za krajně pravicovou a obviňována z fašismu a antisemitismu. Jejím stranickým předsedou je Oleh Jaroslavovyč Tjahnybok.
Mediální pozornost si např. získal výrok člena parlamentu Ihora Mirošnyčenka, který označil herečku Milu Kunis za „špinavou Židovku.“ Sama strana tato obvinění odmítá a tvrdí, že její politika je proukrajinská, nikoli fašistická či antisemitská.
V roce 2012 uspěla v parlamentních volbách. Se ziskem 2 129 246 hlasů (10,45 %) se stala pátým nejsilnějším volebním uskupením, díky volebnímu systému však počtem mandátů předběhla Komunistickou stranu Ukrajiny (37 ku 32 z celkových 445).
Svoboda se aktivně účastnila protestů Euromajdan (19 jich bylo zabito při nepokojích v Kyjevě). V parlamentních volbách v roce 2014 získala 7 mandátů, a ztratila tak 30 mandátů oproti předchozím volbám. Od 27. února 2014 do 12. listopadu 2014 zastávali tři členové strany funkce v první vládě Arsenije Jaceňuka.
Od voleb do ukrajinského parlamentu 26. října 2014 je strana v opozici.

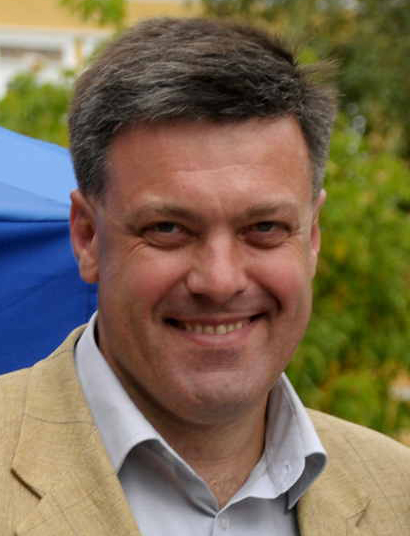
Oleh Jaroslavovyč Tjahnybok, předseda strany Svoboda